# Andrija Živković (labdarúgó)
Andrija Živković (szerbül: Андрија Живковић; Niš, 1996. július 11. –) szerb válogatott labdarúgó, a görög PAÓK játékosa.

## Pályafutása

### Klubcsapatokban
2009 szeptemberében csatlakozott a Partizanhoz és a klub ígéretes generációjához tartozott Danilo Pantić és Nemanja Radonjić társaságában. 2013. április 28-án mutatkozott be az első csapatban a bajnokságban a Novi Pazar ellen Darko Brašanac cseréjeként. Augusztus 23-án hosszú tárgyalásokat követően aláírta első profi szerződését a klubbal, 3 évre. Két nappal később Nikola Ninković cseréjeként lépett pályára a Radnički Kragujevac ellen és góllal segítette csapata 5–1-s győzelmét.
2016. július 5-én 5 éves szerződést kötött a portugál Benfica csapatával. Október 2-án mutatkozott be a CD Feirense ellen Gonçalo Guedes cseréjeként. 2017. november 26-án első bajnoki gólját szerezte meg a Vitória Setúbal FC ellen.
2020. szeptember 8-án a görög PAÓK ingyen szerződtette két évre. Egy héttel később volt csapata a Benfica ellen góllal mutatkozott be az UEFA-bajnokok ligája selejtezők harmadik körében. 2021. április 29-én a kupában az elődöntőben az ő góljával jutottak tovább az AÉK ellen. A döntőben az Olimbiakósz ellen nyert csapatával és megszerezte első görög kupáját. Október 30-án 2024 nyaráig meghosszabbította a szerződését a klubbal. 2024. május 19-én a bajnokság utolsó fordulójában görög bajnoki címet ünnepelhetett csapatával, miután 2–1-re nyertek az Árisz ellen.

### A válogatottban
A 2014-es U19-es labdarúgó-Európa-bajnokságon két mérkőzésen lépett pályára, 1-1 gólpasszt adott ezeken. A 2015-ös U20-as labdarúgó-világbajnokságon mind a 7 mérkőzésen pályára lépett és ezeken 2 gólt szerzett, megnyerték a tornát. A 2017-es U21-es labdarúgó-Európa-bajnokságon a csoportkör összes mérkőzésen pályára lépett, de nem jutottak tovább az egyenes kieséses szakaszba.
2013. október 11-én mutatkozott be a felnőtt válogatottban Japán elleni felkészülési mérkőzésen Zoran Tošić cseréjeként. Mladen Krstajić szövetségi kapitány meghívta a 2018-as labdarúgó-világbajnokságra utazó keretébe. A tornán csak a brazilok ellen lépett pályára, a 75. percben Adem Ljajić cseréjeként.

## Statisztika

### Klubcsapatokban
2025. január 12-i állapot szerint.
| Klub     | Szezon   | Bajnokság       | Bajnokság | Bajnokság | Kupa  | Kupa  | Nemzetközi | Nemzetközi | Egyéb | Egyéb | Összesen | Összesen |
| Klub     | Szezon   | Bajnokság       | Mérk.     | Gólok     | Mérk. | Gólok | Mérk.      | Gólok      | Mérk. | Gólok | Mérk.    | Gólok    |
| -------- | -------- | --------------- | --------- | --------- | ----- | ----- | ---------- | ---------- | ----- | ----- | -------- | -------- |
| Partizan | 2012–13  | Szerb SuperLiga | 1         | 0         | 0     | 0     | 0          | 0          | 0     | 0     | 1        | 0        |
| Partizan | 2013–14  | Szerb SuperLiga | 23        | 5         | 1     | 0     | 1          | 0          | 0     | 0     | 25       | 5        |
| Partizan | 2014–15  | Szerb SuperLiga | 24        | 5         | 6     | 2     | 10         | 0          | 0     | 0     | 40       | 7        |
| Partizan | 2015–16  | Szerb SuperLiga | 15        | 7         | 1     | 0     | 11         | 5          | 0     | 0     | 27       | 12       |
| Partizan | Összesen | Összesen        | 63        | 17        | 8     | 2     | 22         | 5          | 0     | 0     | 93       | 24       |
| Benfica  | 2016–17  | Primeira Liga   | 15        | 0         | 4     | 1     | 1          | 0          | 3     | 0     | 23       | 1        |
| Benfica  | 2017–18  | Primeira Liga   | 21        | 3         | 1     | 0     | 5          | 0          | 3     | 0     | 30       | 3        |
| Benfica  | 2018–19  | Primeira Liga   | 16        | 0         | 4     | 0     | 8          | 0          | 2     | 0     | 30       | 0        |
| Benfica  | 2019–20  | Primeira Liga   | 3         | 0         | 0     | 0     | 0          | 0          | 1     | 0     | 4        | 0        |
| Benfica  | Összesen | Összesen        | 55        | 3         | 10    | 1     | 14         | 0          | 9     | 0     | 88       | 4        |
| PAÓK     | 2020–21  | Szúper Línga    | 33        | 10        | 6     | 1     | 9          | 3          | —     | —     | 48       | 14       |
| PAÓK     | 2021–22  | Szúper Línga    | 31        | 3         | 7     | 0     | —          | —          | 14    | 4     | 52       | 7        |
| PAÓK     | 2022–23  | Szúper Línga    | 33        | 7         | 6     | 0     | —          | —          | 2     | 0     | 41       | 7        |
| PAÓK     | 2023–24  | Szúper Línga    | 29        | 10        | 5     | 3     | —          | —          | 15    | 6     | 49       | 19       |
| PAÓK     | 2024–25  | Szúper Línga    | 16        | 4         | 4     | 2     | —          | —          | 12    | 2     | 31       | 7        |
| PAÓK     | Összesen | Összesen        | 142       | 34        | 28    | 6     | 0          | 0          | 52    | 15    | 222      | 55       |
| Összesen | Összesen | Összesen        | 260       | 54        | 46    | 9     | 9          | 0          | 88    | 20    | 403      | 83       |

### A válogatottban
2024. november 18-i állapotnak megfelelően.
| Válogatott | Év       | Mérkőzés | Gólok |
| ---------- | -------- | -------- | ----- |
| Szerbia    | 2013     | 2        | 0     |
| Szerbia    | 2014     | 0        | 0     |
| Szerbia    | 2015     | 1        | 0     |
| Szerbia    | 2016     | 2        | 0     |
| Szerbia    | 2017     | 2        | 0     |
| Szerbia    | 2018     | 7        | 0     |
| Szerbia    | 2019     | 3        | 0     |
| Szerbia    | 2020     | 0        | 0     |
| Szerbia    | 2021     | 4        | 0     |
| Szerbia    | 2022     | 11       | 1     |
| Szerbia    | 2023     | 10       | 0     |
| Szerbia    | 2024     | 11       | 0     |
| Szerbia    | 2025     | 0        | 0     |
| Összesen   | Összesen | 53       | 1     |

## Sikerei, díjai

### Klub
- Partizan
  - Szerb bajnok: 2012–13, 2014–15
  - Szerb kupa: 2015–16
- Benfica
  - Portugál bajnok: 2016–17, 2018–19
  - Portugál kupa: 2016–17
- PAÓK
  - Görög bajnok: 2023–24
  - Görög kupa: 2020–21

### Válogatott
- Szerbia U20
  - U20-as labdarúgó-világbajnokság: 2015